# The Tool Box
The Tool Box era un bar de temática leather para hombres homosexuales en San Francisco que funcionó de 1962 a 1971 en la esquina este de 4th Street y Harrison Street. Fue el primer bar leather en South of Market y un lugar de encuentro donde se reunían personalidades influyentes de la escena leather de San Francisco. Después de un artículo destacado en la revista Life en 1964, se consideró el bar de temática leather arquetípico, lo que ayudó a cimentar la reputación de San Francisco como la "capital gay" de Estados Unidos. La historia del bar duró poco: a partir de 1965, el epicentro de la escena leather se desplazó hacia Folsom Street (sobre todo el bar Febe's), lo que finalmente llevó a su cierre en 1971. The Tool Box se conmemora en el San Francisco South of Market Leather History Alley.
El público asistente a The Tool Box incluyó a personalidades influyentes de la temprana escena leather de San Francisco, entre otros el artista Bill Tellman, Jack H. (propietario de Detour and the Slot, copropietario de Febe's), el artista Mike Caffee (creador del logo). y una estatua para Febe's), así como el Satyrs Motorcycle Club (el club de motociclistas gay más antiguo de Estados Unidos) de Los Ángeles. El artista Chuck Arnett también trabajó como bartender en The Tool Box.

## Recepción
El 26 de junio de 1964, la revista Life publicó un artículo de portada titulado "Homosexuality in America" ("Homosexualidad en Estados Unidos"), que no sólo trajo a la conciencia pública a San Francisco como centro de la vida gay, sino también a The Tool Box. El artículo comenzaba con una fotografía de dos páginas de su interior con clientes vestidos de cuero debajo de un mural, fotografiada por Bill Eppridge. En la antología de 1991, Leatherfolk, Jack Fritscher describió el artículo como "un tema histórico liberador de imagen que fue leído en todo el país como una invitación a venir a San Francisco y ser un hombre". El artículo también incluyó una entrevista con Bill Ruquy, copropietario del bar, quien detalló el estricto código de vestimenta que excluía los zapatos tenis entre otras prendas que no encajaban con la estética motera. Especialmente para los hombres queer que vivían en pequeñas ciudades conservadoras, la publicación arrojó luz sobre esta subcultura gay de hombres marimachos vestidos con cuero, que no encajaban en los clichés generalizados del "homosexual afeminado", y dónde encontrarlos. Así, la crónica de Life se convirtió involuntariamente en un anuncio de la escena leather y, en última instancia, en un catalizador de la emancipación gay.
La revista Drummer dedicó un artículo a la demolición de The Tool Box en su segundo volumen en agosto de 1975, titulado "Requiem for a toolbox" ("Réquiem por una caja de herramientas"). Esto ilustra aún más la importancia que los contemporáneos otorgaron al papel de The Tool Box en la historia de la subcultura leather gay.

## Murales
El interior del bar destacaba murales de gran tamaño que representaban una multitud de hombres masculinos, de aspecto rudo, vestidos de cuero, en blanco y negro, entre ellos marineros, ciclistas, hombres de negocios y trabajadores de la construcción. La inscripción decía "Marlboro Country...", mostrando a los representados como una lista completa de Marlboro Men. El mural, que consta de cuatro paneles en total, fue pintado en 1962 por el artista Chuck Arnett. Se ubicaron dos paneles a lo largo de las paredes orientadas al sur hacia Harrison Street, y dos paneles orientados al oeste, en las ventanas de vidrio del frente de la tienda que dan a 4th Street. Durante la década de 1960, Arnett pintó varias réplicas de los murales en paneles de madera, una de las cuales fue donada al archivo de la GLBT Historical Society en 2021. Uno de los hombres representados ha sido identificado como el motociclista y fotógrafo Joe Winters.
Después del cierre del bar, el edificio fue derribado como parte del plan de remodelación de South of Market por parte de la ciudad. Durante los largos trabajos de demolición y construcción, una pared permaneció prácticamente intacta durante varios años, dejando a la vista de los transeúntes los dos paneles restantes del mural. Esto se puede ver en fotografías históricas de la colección de la GLBT Historical Society.
En 2012, el artista Nayland Blake recreó el icónico mural de The Tool Box de Arnett para su exposición "¡FREE!LOVE!TOOL!BOX!", en el Yerba Buena Center for the Arts de San Francisco.
El San Francisco South of Market Leather History Alley exhibe permanentemente una reproducción del mural de The Tool Box realizado por Arnett.